# تیمور قلی‌اف
تیمور قلی‌اف (۲۵ نوامبر ۱۸۸۸ در جبرئیل – ۱۸ نوامبر ۱۹۶۵ در باکو) رئیس شورای کمیسرهای خلق در جمهوری فدراتیو سوسیالیستی قفقاز جنوبی شوروی از ۱۳ نوامبر ۱۹۳۷ تا ۲۸ مارس ۱۹۴۶ بود.